# Gaspard Koenig
Pour les articles homonymes, voir Koenig.
Gaspard Koenig, né le 3 décembre 1982 à Neuilly-sur-Seine (Hauts-de-Seine), est un philosophe, essayiste, romancier et homme politique français.
Il est l’auteur d'une quinzaine d'essais et romans, et le président du groupe de réflexion GenerationLibre qu’il a lancé en 2013. Il prône le libéralisme classique.
En 2021, il crée le mouvement politique baptisé « Simple », ayant pour objectif de diviser par cent le nombre de normes législatives et réglementaires. Le 11 janvier 2022, il annonce être candidat à l'élection présidentielle, mais il n'obtient que 107 parrainages sur les 500 requis.

## Biographie

### Famille et formation
Sa mère, Anne-Marie Koenig, dont il a pris le nom, était journaliste pigiste, rédigeant surtout des critiques de livres et des portraits d’écrivain. Son père, Jean-Louis Hue, a longtemps travaillé au Magazine littéraire, dont il devint rédacteur en chef en 2004. Ses parents signent ensemble des livres comme Le Chat dans tous ses états ou Dernières nouvelles du Père Noël.
Gaspard Koenig grandit dans une famille de gauche soixante-huitarde athée.
Après une scolarité au lycée Henri-IV, il est reçu major dans la série « sciences humaines » au concours d’entrée à l'École normale supérieure de Lyon en 2002, effectue une année d'échange universitaire à l'université Columbia puis devient, en 2004, l’année de ses 22 ans, agrégé de philosophie.
Il se convertit sans conviction au christianisme orthodoxe et accepte d'être baptisé pour pouvoir se marier religieusement avec sa femme d'origine roumaine,. Il déclare à ce propos dans le journal Libération : « J'ai abjuré le diable en roumain, ma femme avait une robe blanche. Ça a fait pousser des cris à ma mère. »

### Parcours professionnel
Gaspard Koenig débute dans la vie professionnelle en enseignant la philosophie comme ATER à l'université Lille-III. Il travaille ensuite pendant deux ans comme plume au cabinet de Christine Lagarde, ministre de l'Économie. En 2009, il rejoint la Banque européenne pour la reconstruction et le développement (BERD) à Londres, où il s’occupe d’affaires institutionnelles (notamment l’expansion de la BERD aux pays du pourtour méditerranéen à la suite des Printemps arabes).
Il poursuit ses activités d’enseignant, donne un cours sur la pensée libérale à Sciences-Po Paris, et publie une newsletter destinée à décrypter l’actualité à travers les yeux de grands auteurs (Time to Philo).
Il est membre des promotions 2017 des Young Leaders de la French-American Foundation et 2019 des Young Leaders de la France-China Foundation.
En 2018-2019, il enseigne la philosophie et la culture générale à la SKEMA Business School.

## Engagements politiques et sociétaux
En classe de terminale, à la fin des années 90, Gaspard Koenig milite au sein de la cellule communiste du lycée Henri-IV à Paris.
En juin 2012, il fait campagne dans la 3e circonscription des Français de l'Étranger (Europe-Nord) sous l'étiquette du Parti libéral démocrate. À l'issue du premier tour, il termine en 6e position, avec 4,40 % des voix. Cette expérience le conduit à démissionner de la BERD pour se consacrer au débat intellectuel. Il fonde à Paris en 2013 le groupe de réflexion GenerationLibre, aujourd’hui classé[Par qui ?] parmi les Top European Think Tanks in Western Europe.
Il publie à l'occasion de l'élection présidentielle française de 2017 une tribune de soutien à Emmanuel Macron dans Le Monde.

### GenerationLibre
Il crée le groupe de réflexion GenerationLibre en 2013 pour défendre les libertés, avec un conseil scientifique de juristes, économistes, enseignants, philosophes, dont font partie Nicolas Gardères, Monique Canto-Sperber (auteure de La fin des libertés) ou Victor Fouquet (La Révolte fiscale). L’objectif du think tank est de transposer les idées libérales en politiques publiques concrètes et de les défendre sur la scène publique. GenerationLibre se fait ainsi notamment connaître dans les médias et dans les cercles politiques pour la défense de la patrimonialité des données numériques, de l’autonomie locale et de la légalisation de la marijuana.[source secondaire nécessaire].
Ses écrits sur le revenu universel ont été la source d’inspiration[réf. nécessaire] du « socle citoyen », une proposition de revenu universel défendue par le groupe Agir ensemble à l’Assemblée nationale française, menée par la députée Valérie Petit. Le 26 novembre 2020, l’Assemblée nationale française a adopté une proposition de résolution relative au lancement d’un débat public sur la création du socle citoyen.
Dans Les Échos du 20 septembre 2017, il salue « La nouvelle société des auto-entrepreneurs ».
Le 25 septembre 2017, le journal L'Humanité ironise sur un texte émanant de GenerationLibre, « Sauver nos agriculteurs et en finir avec le protectionnisme de la PAC », où un collaborateur de Koenig, Claude Fouquet, propose d’importer l’essentiel de notre nourriture d’Amérique du Sud et du continent africain en proie à la famine et de verser parallèlement deux SMIC à chaque couple d’exploitants en France, après la suppression de toutes les aides européennes destinées à la production agricole.

### Voyage à cheval
En 2020, il a entrepris un grand voyage à cheval à travers l’Europe, de Bordeaux à Rome, sur les traces du périple effectué par Michel de Montaigne en 1580. Ce projet est né comme une réaction à son enquête sur l’intelligence artificielle. Selon lui, le voyage à cheval « réintroduit le hasard et l’inattendu dans le voyage. Et à une époque obsédée par l’efficience, il permet de retrouver le rythme lent de la pensée, afin d’atteindre (…) une forme de liberté intérieure ». Le choix du cheval était aussi une manière d’aller à la rencontre des gens tout au long de son trajet.
Avec sa jument Destinada, il a ainsi parcouru 2 500 km pendant cinq mois. Il a traversé le Limousin, la Champagne, l’Alsace et la Bavière, avant de rejoindre la place Saint Pierre en passant par les Apennins et la Toscane. Parti avec un minimum d’équipement pour ménager sa monture, il logeait chez l’habitant tout au long du périple. Il a publié à la suite de ce voyage le récit Notre vagabonde liberté, dans lequel il fait part de ses rencontres et observations, notamment sur la relation entre l’homme et l’animal, le rapport au risque et l’art du dépouillement.

### Création du parti politique «Simple»
En mai 2021, il lance le mouvement politique Simple. L’idée lui en est venue lors de son voyage à cheval sur les pas de Montaigne : il a constaté que ses hôtes se plaignaient de manière récurrente des complexités bureaucratiques. Observant combien l’inflation normative entrave les Français dans leur quotidien, dans leur vie privée et dans leurs projets professionnels, Simple vise à promouvoir la simplification administrative et normative dans le débat présidentiel de 2022.
Durant l’été 2021, il crée une plateforme numérique et effectue un grand tour de France pour récolter les histoires de normes abusives. Ces témoignages, analysés par une équipe de juristes, forment le socle de l’agenda politique de Simple, qui est dévoilé durant le premier grand meeting de Simple le 15 novembre 2021 au Théâtre des Variétés à Paris. Avec Nicolas Gardères, docteur en droit, il écrit le manifeste Simplifions-nous la vie !, publié le 17 novembre 2021. Les auteurs y développent notamment le « projet Portalis » visant à diviser par cent le nombre de normes.
Simple considère la simplification comme une question de justice sociale et de démocratie, et non comme une question technocratique. En effet, il observe que si les personnes bien insérées dans la société s'arrangent de la complexité administrative, les autres la subissent de plein fouet. Il note aussi qu’à cause de la complexité, les Français n’ont plus confiance en l’État de droit.
Le 11 janvier 2022, il annonce sa candidature à l’élection présidentielle française. Au 7 mars, il n'obtient que 107 parrainages sur les 500 requis.

### Autres activités
Il tient une chronique hebdomadaire dans Les Échos.
Il est également connu comme romancier. Son premier livre publié, Octave avait vingt ans, que Josyane Savigneau du Monde qualifie de « roman très drôle et assez méchant, où la critique sociale n'est jamais aigre, plutôt désopilante », est retenu sur la première sélection du prix Goncourt 2004. Kidnapping décrit l'existence d'une Roumaine partie travailler comme nourrice à Londres. En janvier 2021 sort L'Enfer, conte philosophique insolite. En août 2023 est publié Humus, aux éditions de L’Observatoire ; le roman est dans la sélection finale du Prix Goncourt 2023 ; il obtient les Prix Interallié et Prix Jean-Giono 2023.
Il a été remarqué pour sa ressemblance avec Ted Kennedy ; en 2016, il incarne ce personnage (comme figurant) dans le long métrage Jackie de Pablo Larraín.
Il préside l'édition 2024 du Festival international de géographie (FIG) de Saint-Dié-des-Vosges

## Philosophie
Il a d'abord étudié l’œuvre de Gilles Deleuze et s’intéresse aux questions épistémologiques. Il découvre la philosophie libérale française à l’occasion d’une année d’études à l’université Columbia (New York). Il s’inscrit dans la tradition du libéralisme classique, concevant la liberté comme un tout indissociable, plaçant l’individu au cœur du contrat social, et conférant à l’État un rôle émancipateur. Cette doctrine l’amène à prendre dans le débat public des positions qui peuvent couvrir tout le spectre de l’échiquier politique, s’associant à la gauche libertaire dans la défense des libertés publiques, ou à la droite tocquevillienne dans la critique de la centralisation ou de la planification. 
Il s’oppose explicitement au néolibéralisme. Il redoute que l’intelligence artificielle ne conduise à oblitérer le libre arbitre. Contre l’utilitarisme de Jeremy Bentham, il se réclame de John Stuart Mill et du « droit à l’errance ». Il s’attache à moderniser le libéralisme et à l’adapter aux enjeux du siècle. Il promeut ainsi le revenu universel (LIBER), la légalisation du cannabis, la propriété privée des données personnelles, l’autonomie locale (« subsidiarité ascendante »), le droit des animaux et la propriété de soi. Il développe le principe selon lequel la collectivité doit donner à chacun les moyens de son autonomie. 
Il se réfère régulièrement aux travaux de l'anthropologue David Graeber. Inspiré par Montaigne et les stoïciens, il tente de redéfinir la liberté comme « pouvoir sur soi » plutôt que comme « multiplication des possibles ».
Depuis 2016, il parcourt le monde en partenariat avec Le Point, pour mettre ses convictions à l’épreuve du réel. Il a multiplié les expériences en immersion : en « prison ouverte » en Finlande, dans un village brésilien expérimentant le revenu universel, avec les entrepreneurs numériques au Rwanda, et dans les bidonvilles de Lima, pour observer le microcrédit.
Entre juin et novembre 2020, il effectue un périple de 2 500 km, à travers l’Europe sur les traces de Montaigne avec sa jument Destinada, de Bordeaux à Rome ; il dit à cette occasion avoir expérimenté un « communisme de tous les jours ».
Au sein de GenerationLibre, le travail des experts prétend tester une idée philosophique sous ses aspects juridiques, économiques, sociologiques ou autre.
Il voyagea de part et d'autre de la planète pour rencontrer des acteurs de l’intelligence artificielle, aux États-Unis, en Chine, Israël.
Après avoir publié « Humus », en 2024 il publie « Agrophilosophie », ouvrage dans lequel il présente une synthèse des ses réflexions sur l'agroécologie à travers de nombreux points de vues de philosophes, de jardiniers, de scientifiques. Il développe aussi l'importance du jardin potager dans les sociétés urbaines actuelles.

## Ouvrages
- Octave avait vingt ans, roman, éditions Grasset, 2004 prix Jean-Freustié 2005
- Un baiser à la russe, roman, éditions Grasset, 2006
- Les Discrètes Vertus de la corruption, essai, éditions Grasset, 2009
- Leçons de conduite, essai, éditions Grasset, 2011[56]
- La Nuit de la faillite, roman, éditions Grasset, 2013[57]
- Leçons sur la philosophie de Gilles Deleuze, éditions Ellipses, 2013.
- Liber, un revenu de liberté pour tous (essai), avec Marc de Basquiat, Éditions de l'onde, 2015
- Le Révolutionnaire, l'Expert et le Geek, Plon, 2015[58] prix Zerilli-Marimo 2016 de l'Académie des sciences morales et politiquesprix Turgot
- Kidnapping, roman, Grasset, 2016 Adapté en 2019 par Emmanuel Bourdieu dans le téléfilm La Forêt d'argent pour Arte avec, dans les rôles principaux, Nicolas Duvauchelle et Marina Palii[59].
- Les Aventuriers de la Liberté, essai, Plon, 2016[60].
- Time to Philo, Larousse, 2017.
- Voyages d'un philosophe aux pays des libertés, éditions de l'Observatoire, 2018.
- La Fin de l'individu (Voyage d'un philosophe au pays de l'intelligence artificielle), éditions de l'Observatoire, 2019  (ISBN 1032907207).
- Notre vagabonde liberté (A cheval sur les traces de Montaigne), éditions de l'Observatoire, 2020.
- L'Enfer, conte philosophique, éditions de l'Observatoire, 2021.
- Simplifions-nous la vie !, avec Nicolas Gardères, éditions de l'Observatoire, 17 novembre 2021.
- Contr'un, éditions de l'Observatoire, 5 octobre 2022  (ISBN 1032926503).
- Humus, roman, éditions de l’Observatoire, août 2023  (ISBN 979-10-329-2782-3) ; Prix Interallié et Prix Jean-Giono 2023[32].
- Agrophilosophie - Réconcilier nature et liberté, éditions de l'Observatoire, 2 octobre 2024  (ISBN 979-1032932179).